# Live Planetarium
Live Planetarium è un album live registrato e pubblicato nel 1993 dalla band christian metal Mortification.

## Tracce
1. Grind Planetarium – 5:16
2. Distarnish Priest – 7:50
3. Brutal Warfare – 4:10
4. Destroyer Beholds – 3:56
5. Inflamed – 3:32
6. Scrolls of the Megilloth – 3:29
7. Symbiosis – 6:03
8. Time Crusader – 5:55
9. Black Snake (Bloodgood cover) – 2:37
10. From the Valley of Shadows – 8:12
11. Human Condition – 5:45
12. The Majestic Infiltration of Order – 1:10
13. This Momentary Affliction – 0:47

## Formazione

### Mortification
- Steve Rowe - basso, voce
- Michael Carlisle - chitarra, voce
- Jayson Sherlock - batteria, voce